# Assassinat a Saint-Omer
Assassinat a Saint-Omer o Assassinat al pantà (títol original, Puzzle) és un telefilm francès de 2019 dirigit per Laurence Katrian. Es va emetre per primera vegada a Suïssa el 10 de maig de 2019 a RTS Un, a Bèlgica a La Une el 2 de juny i sis dies després a France 3. S'ha doblat al valencià per a À Punt d'Assassinat a Saint-Omer i al català central per a TV3 amb el nom d'Assassinat al pantà.
A França, la pel·lícula per a televisió va ser seguida per 3,24 milions d'espectadors, cosa que va representar el 16,9% de la quota de pantalla.

## Sinopsi
A la petita ciutat de Doulac, un misteriós corb ve a molestar els habitants amb revelacions sobre un assassinat no resolt que va tenir lloc uns anys abans. Mentre l'assassí intenta protegir el seu secret, el jutge Thomas Aubert torna a la ciutat disposat a dilucidar finalment aquest cas.

## Repartiment
- Sagamore Stévenin: Thomas Aubert
- Elsa Lunghini: Olivia Sysman
- Naidra Ayadi: Laure Martinez
- François Caron: Major Dumas
- Gaëlle Fraysse: Amélie
- Michel Scotto Di Carlo: Jean-Marie Jourdain
- Bruno Paviot: Vincent Lombardo
- Émilie Gavois-Kahn: Lisa Moreau

## Rebuda
La revista Moustique parla d'un «thriller francès eficaç i captivador».